# Fritz Hardt
Fritz Hardt (* 24. November 1873 in Radevormwald; † 7. Juli 1959 in Bad Nauheim) war ein bedeutender Unternehmer aus der Industriellenfamilie Hardt.

## Leben
Er entstammt der Industriellenfamilie Hardt, deren Mitglieder die Textilfirmen „Johann Wülfing & Sohn“ in Dahlerau sowie „Hardt, Pocorny & Co“ in Dahlhausen betrieben.
1898 trat er im Alter von 25 Jahren nach seiner Ausbildung im In- und Ausland als Teilhaber in das alte Familienunternehmen ein, um acht Jahre später im Jahre 1906 als Nachfolger seines verstorbenen Vaters, des Geheimen Kommerzienrates Fritz Hardt, die Leitung der Tuchfabrik in Dahlhausen zu übernehmen. Er beteiligte sich ebenso gemeinsam mit seinen Vettern an der Führung der Gesamtfirma.
Die Industriebetriebe beschäftigten zu ihrer Blütezeit über 4000 Beschäftigte. Die industrielle Entwicklung des Bergischen Landes und speziell der Wupperortschaften (heute zu Radevormwald gehörend) wurde so entscheidend gefördert.
Zu Hardts großen Verdiensten gehören vor allem in der Zeit nach dem Zweiten Weltkrieg der Bau von Wohnungen, der Ausbau des Krankenhauses, die Einrichtung einer Sozialstelle für seine Arbeiter und die Unterstützung von ortsansässigen Vereinen und Wohlfahrtseinrichtungen.
Er ist Ehrenbürger der Stadt Radevormwald und wurde am 24. November 1949 für seine zu der Zeit beispielhafte soziale Haltung ausgezeichnet. Er wurde auch „Vater von Dahlerau“ genannt.